# Hirokage Asakura
Hirokage Asakura (japanisch 朝倉 宏景; * 1984 in Tōkyō) ist ein japanischer Schriftsteller. Bekannt wurde er durch Romane, die oft im Milieu des Schul- und Jugendbaseballs spielen, aber auch gesellschaftliche Themen aufgreifen. Für seine Werke wurde er mehrfach ausgezeichnet.

## Leben
Hirokage Asakura wurde 1984 in Tōkyō geboren. Er studierte an der Erziehungswissenschaftlichen Fakultät der Universität Gakugei Tōkyō. Seine literarische Karriere begann er 2012 mit dem Roman Hakkyū to bakudan (白球と爆弾, später unter dem Titel Hakkyū Afuro 白球アフロ, Baseball und Afro), für den er einen Förderpreis erhielt.
2018 wurde sein Roman Kaze ga fuitari, hana ga chittari (風が吹いたり、花が散ったり, Der Wind weht, die Blumen fallen) mit dem Shimase-Preis für Liebesgeschichten ausgezeichnet.
Ein weiterer Meilenstein in Asakuras Werk war der Roman Ametsuchi no uta (あめつちのうた, Lied von Himmel und Erde), der 2022 mit dem Hyōgo-Buchpreis ausgezeichnet wurde. Der Roman basiert auf dem Modell der Firma Hanshin Engei, die für den Unterhalt des Kōshien-Stadions bekannt ist, und verknüpft literarische Themen mit sportlicher Symbolik.
Sein 2025 veröffentlichte Roman Kyō mo jiken ga okimasen yō (今日も事件が起きませんよう。) – eine überarbeitete Fassung des zuvor erschienenen Sakura no mamoru machi – thematisiert das Leben von vier verschiedenen Sicherheitskräften. Dabei reflektiert Asakura eigene Erfahrungen im Sicherheitsdienst und beleuchtet, wie  Sicherheit und Ordnung von Menschen gewährleistet wird, denen keine hoheitlichen Befugnisse zustehen. Durch die wechselnde Perspektive der vier Protagonisten – ein ehemaliger Straftäter, ein älterer Verkehrslotse, eine traumatisierte Ex-Detektivin und ein Schriftsteller – entfaltet sich eine vielschichtige Erzählung über Verantwortung, persönliches Entwicklung und die Bedeutung von Schutz und Sicherheit in einer fragilen Gesellschaft.
Asakura lebt und arbeitet in der Präfektur Hyōgo.

## Werke (Auswahl)

### Romane (Allgemeine Literatur)
- Hakkyū afuro (白球アフロ, Baseball-Afro), 2013
- Yakyūbu hitori (野球部ひとり, Allein im Baseballclub), 2014
- Tsuyoku musube, ponītēru (つよく結べ、ポニーテール, Binde sie fest, die Pferdeschwanzfrisur), 2014
- Kaze ga fuitari, hana ga chittari (風が吹いたり、花が散ったり, Der Wind weht, die Blumen fallen), 2017
- Boku no haha ga rūzu sokkusu o (僕の母がルーズソックスを, Meine Mutter in Rüschensocken), 2019
- Kūdō densha (空洞電車, Die hohle U-Bahn), 2020 Neuausgabe als Kūdō ni hibike uta (空洞に響け歌, Lied, erklinge im hohlen Raum), 2022
- Ametsuchi no Uta (あめつちのうた, Lied von Himmel und Erde), 2020
- Hinata o sukuu (日向を掬う, Sonnenlicht schöpfen), 2021
- Ēru: Na mo naki hitotachi no uta (エール・名もなき人たちのうた, Cheers – Das Lied der Namenlosen), 2021 Neuausgabe als Ēru: Yūgure sausu pō (エール・夕暮れサウスポー, Cheers – Der Linkshänder bei Sonnenuntergang), 2023
- Sakura no mamoru machi (サクラの守る街, Die von der Kirsche geschützte Stadt), 2023 Neuausgabe als Kyō mo jiken ga okimasen yō (今日も事件が起きませんよう。Möge heute auch kein Vorfall geschehen), 2025
- Gomi no ōkoku (ゴミの王国, Das Königreich des Mülls), 2024

### Horrorliteratur
- Shinen Sansō (死念山葬, Begräbnis am Berg der Totenwünsche), 2024

## Auszeichnungen (Auswahl)
- 2012 – Förderpreis beim Shōsetsu Gendai Langroman-Nachwuchspreis für Hakkyū to bakudan
- 2017 – Shimase-Preis für Liebesgeschichten für Kaze ga fuitari, hana ga chittari
- 2022 – Hyōgo-Buchpreis für Ametsuchi no uta[5]